# Suzanne Valadon

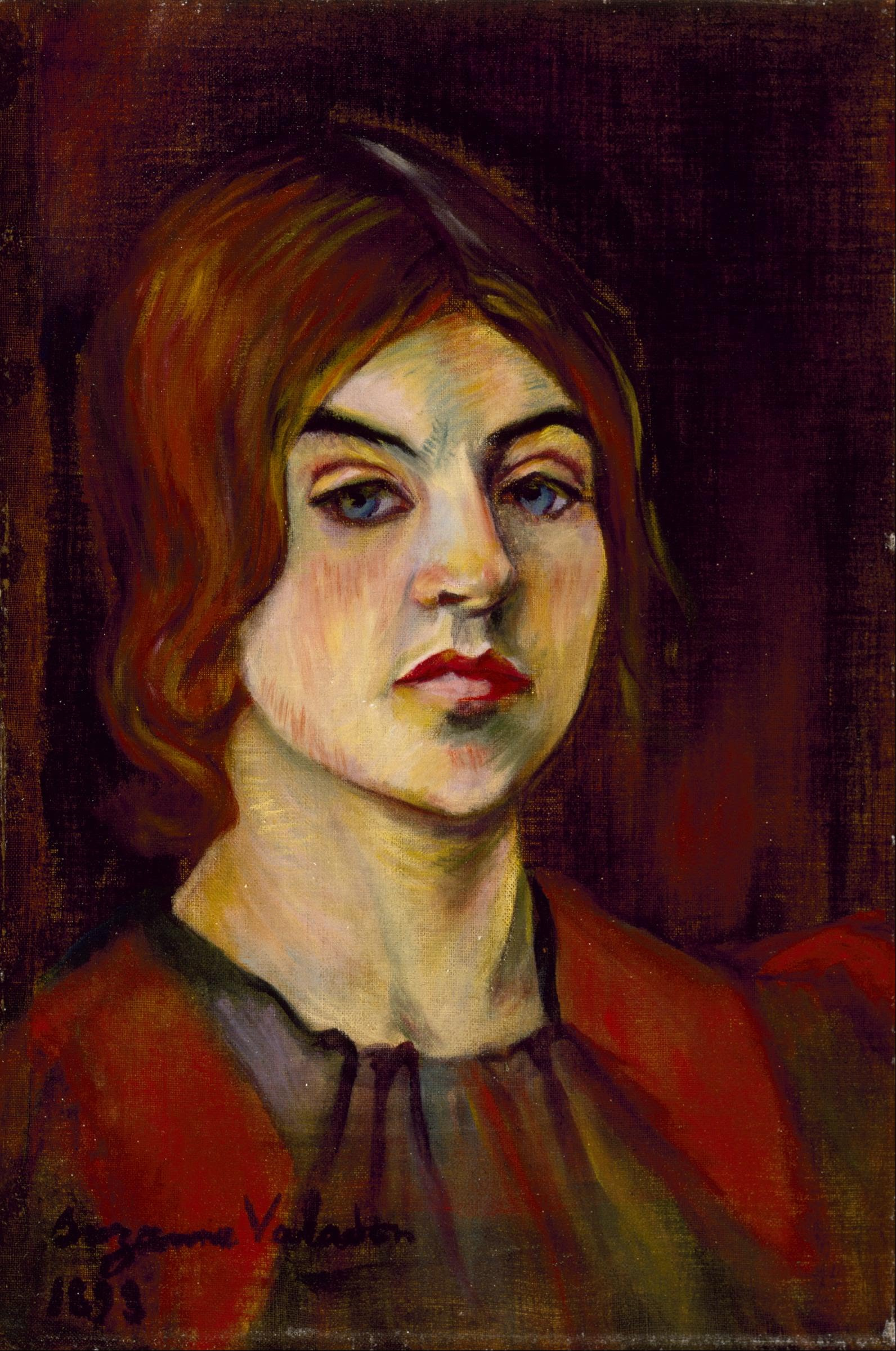
Suzanne Valadon: Selbstporträt, 1898

Suzanne Valadon, eigentlich Marie-Clémentine Valadon, (* 23. September 1865 in Bessines-sur-Gartempe, Département Haute-Vienne; † 7. April 1938 in Paris) war eine französische Malerin. Sie gilt als bedeutende Vertreterin der französischen Moderne.

## Leben
Marie-Clémentine Valadon wurde 1865 als Tochter einer Wäscherin in Bessines-sur-Gartempe in Frankreich geboren. 1870 zog die Mutter mit ihr nach Paris, nach Montmartre. Hier erlebte sie die Schrecken des Deutsch-Französischen Krieges 1870/71 und der Niederschlagung der Pariser Kommune. Mit elf Jahren musste sie die Klosterschule verlassen, um eine Ausbildung zu beginnen. Aufgrund ihrer Fingerfertigkeit schmückte sie Hüte und Hauben mit Federn, Blumen und Vögeln. Später verdiente sie ihren Unterhalt in einer Fabrik für Grabkränze, als Gemüseverkäuferin in den Pariser Markthallen im Quartier des Halles und als Serviererin.
Mit 15 Jahren war ihr der Montmartre vertraut. Sie lernte Maler kennen, die sie zum Zirkus Mollier brachten, da sie unbedingt Trapezkünstlerin werden wollte. Ein Unfall bei einem ihrer waghalsigen Sprünge beendete diese Karriere. Sie wurde nun als Modell bekannt, zuerst für Puvis de Chavannes, dann für Pierre-Auguste Renoir, Henri de Toulouse-Lautrec und viele andere Maler, die sich später einen Namen machten. Mit den meisten von ihnen, so wurde vermutet, hatte sie Affären.
Die Beziehung zu Henri de Toulouse-Lautrec wurde für Suzanne Valadon eine besondere. Er war es auch, der ihr ihren Künstlernamen Suzanne gab, da Marie seiner Ansicht nach ein viel zu braver Name sei, wo er sie doch so leidenschaftlich und wild kenne. Die Beziehung der beiden endete, als Suzanne drohte, sich umzubringen, wenn Toulouse-Lautrec sie nicht heirate. Er tat es nicht, und die Beziehung zerbrach.

Porträts der Valadon
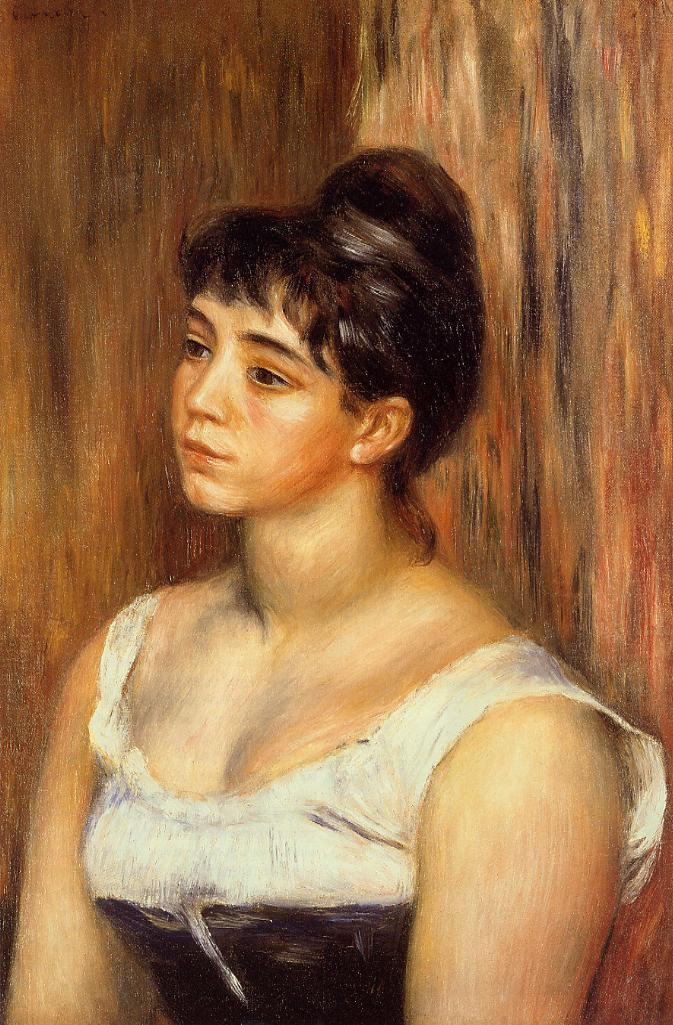
Auguste Renoir: Porträt der Suzanne Valadon, 1885
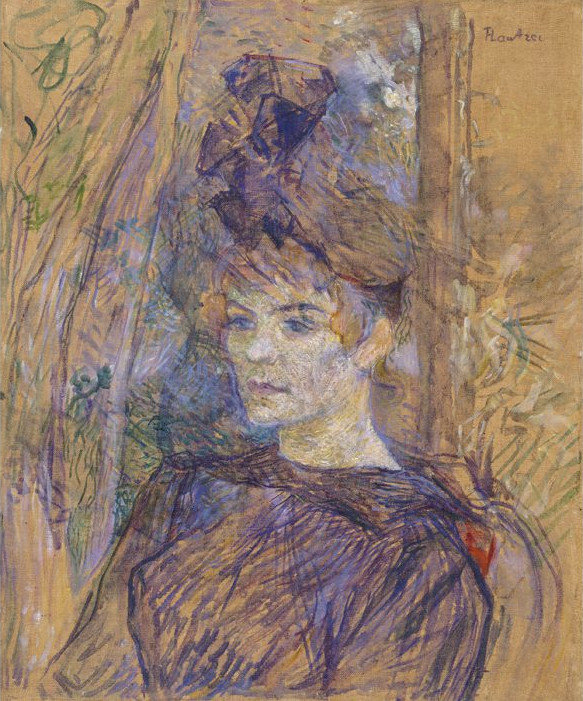
Henri de Toulouse-Lautrec: Porträt der Suzanne Valadon, 1886–1887
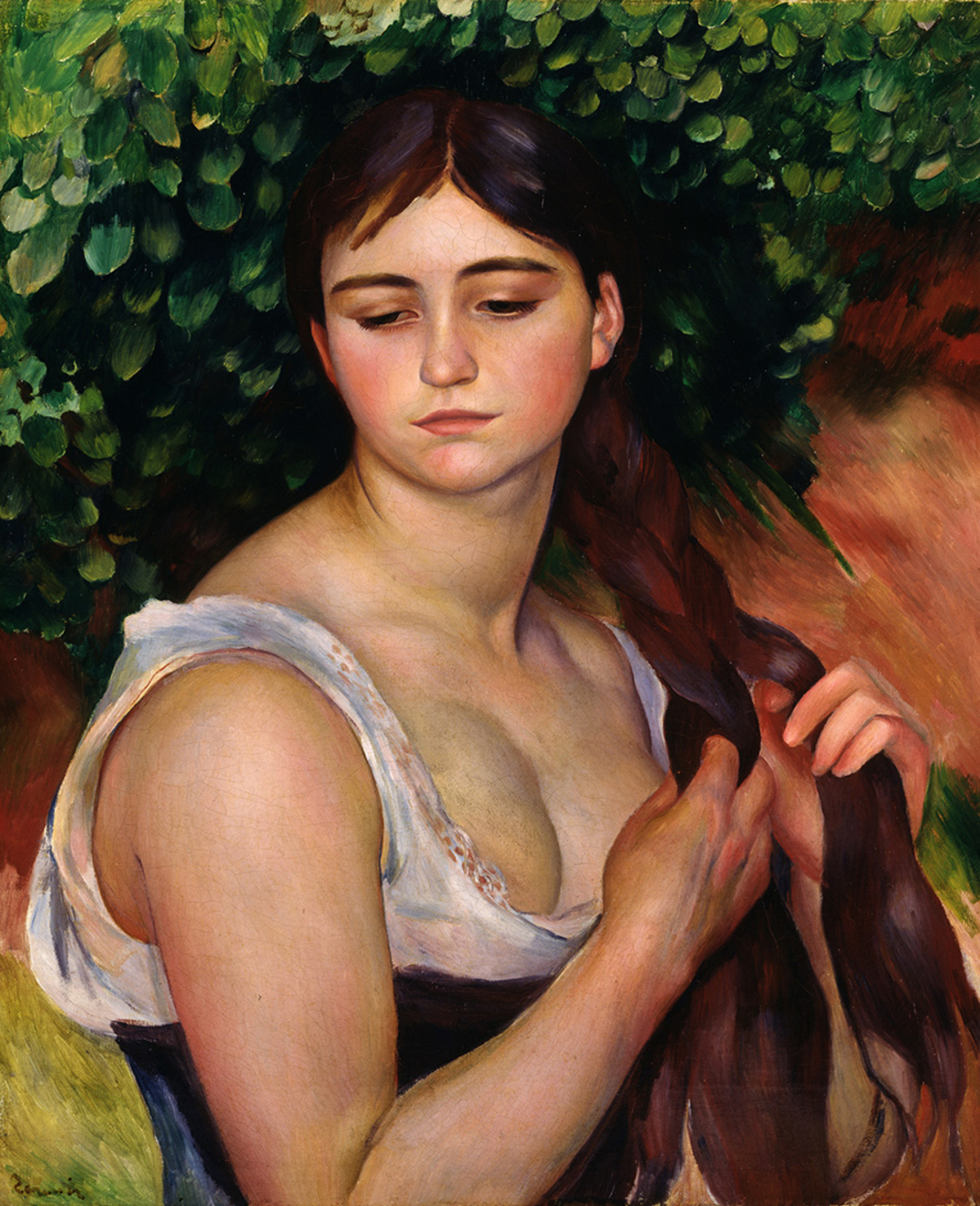
Auguste Renoir: Der Zopf, Porträt der Suzanne Valadon, 1887
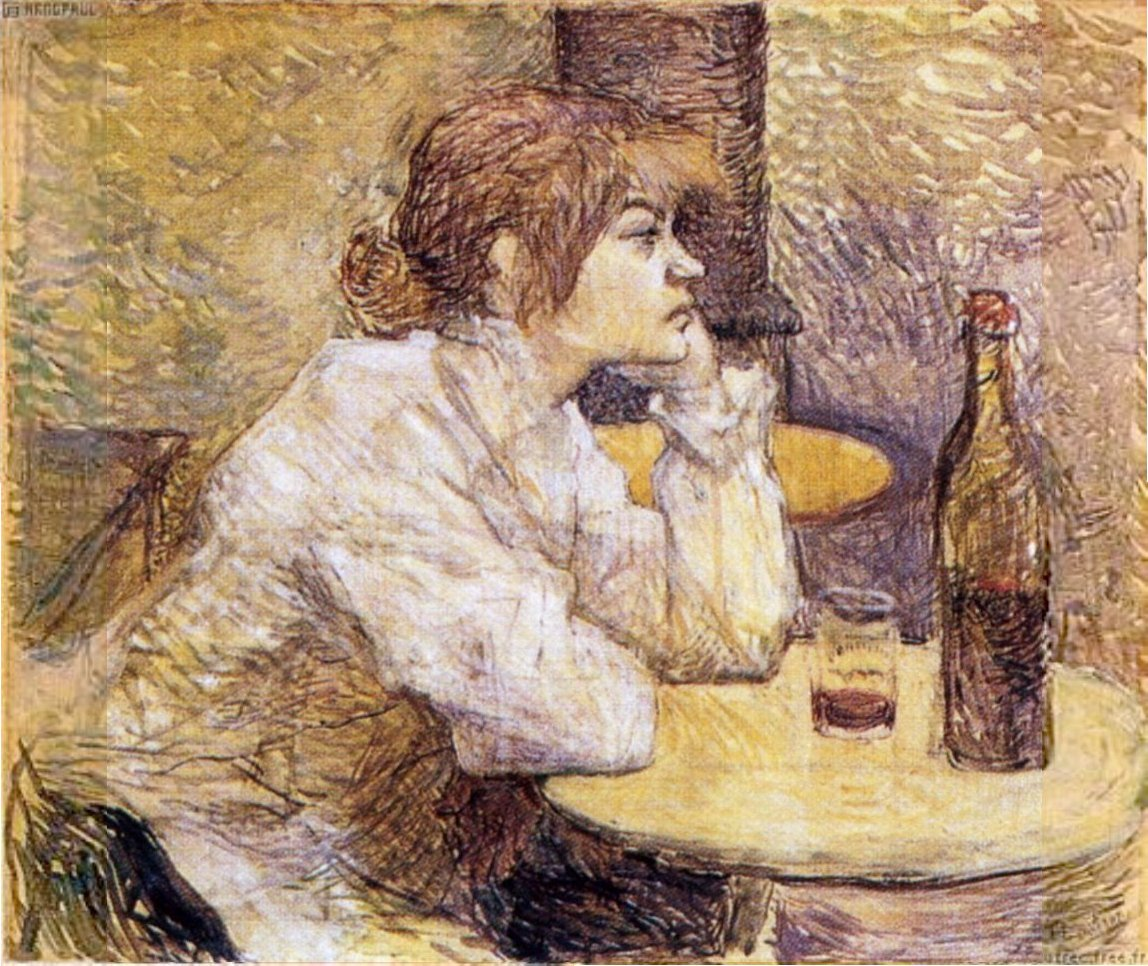
Henri de Toulouse-Lautrec: Die Trinkerin, Porträt der Suzanne Valadon, um 1888
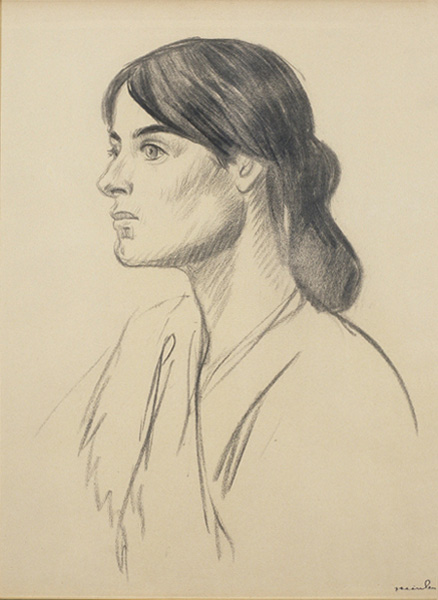
Suzanne Valadon, gezeichnet von Théophile-Alexandre Steinlen

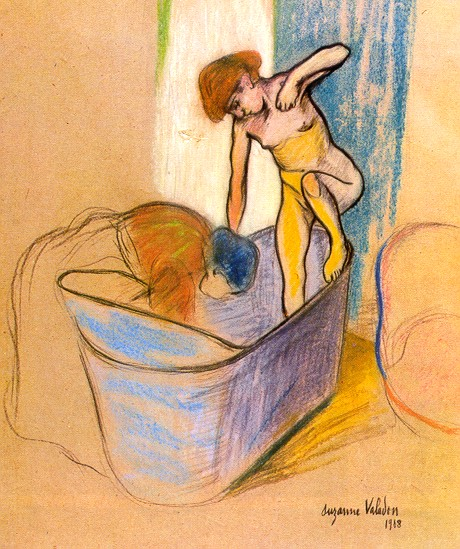
Suzanne Valadon: Le Bain, Pastell, 1908, Musée de Grenoble.

Suzanne Valadon, die auch der „Kobold der Butte“ (frz. butte – „Hügel“, gemeint ist der Montmartrehügel) genannt wurde, besuchte als Autodidaktin nie eine Kunstakademie. Sie erlernte ihren neuen Beruf, indem sie die Maler bei ihrer Arbeit beobachtete und studierte. Während der sieben Jahre als Modell bei Renoir hatte dieser sie einst bei einer Arbeit an einem Selbstporträt überrascht, und Henri de Toulouse-Lautrec, der während ihrer Beziehung zufällig einige Zeichnungen entdeckte, schickte sie mit den besten davon zu seinem Idol, dem Maler Edgar Degas. Der fast blinde, menschenscheue Maler fand Gefallen an ihren Zeichnungen. Die beiden wurden gute Freunde; eine Freundschaft, auf die Henri de Toulouse-Lautrec lange mit Eifersucht reagierte. Degas lehrte sie die Kunst der Radierung in der Technik des Weißlackverfahrens.
1895 wurden erste Radierungen veröffentlicht. Degas war es auch, der die ersten Zeichnungen von ihr kaufte und ihre Werke bei Kunstsammlern und -händlern einführte.
Mit der Zeit hörte Suzanne Valadon auf zu zeichnen und wandte sich verstärkt der Farbe zu. Sie malte Selbstporträts, Bilder von Blumen, Motive mit Mutter und Kind und unkonventionelle Frauenakte.
Im Jahr 1909 entstand das Gemälde Adam und Eva, das die beiden biblischen Gestalten in einer Neuinterpretation der Szene nackt zeigt. Um das Bild ausstellen zu können, musste sie aus Gründen des damaligen Anstands Adams Hüfte mit einer Ranke übermalen. 1911 folgte Lebensfreude, 1914 Das Auswerfen der Netze.

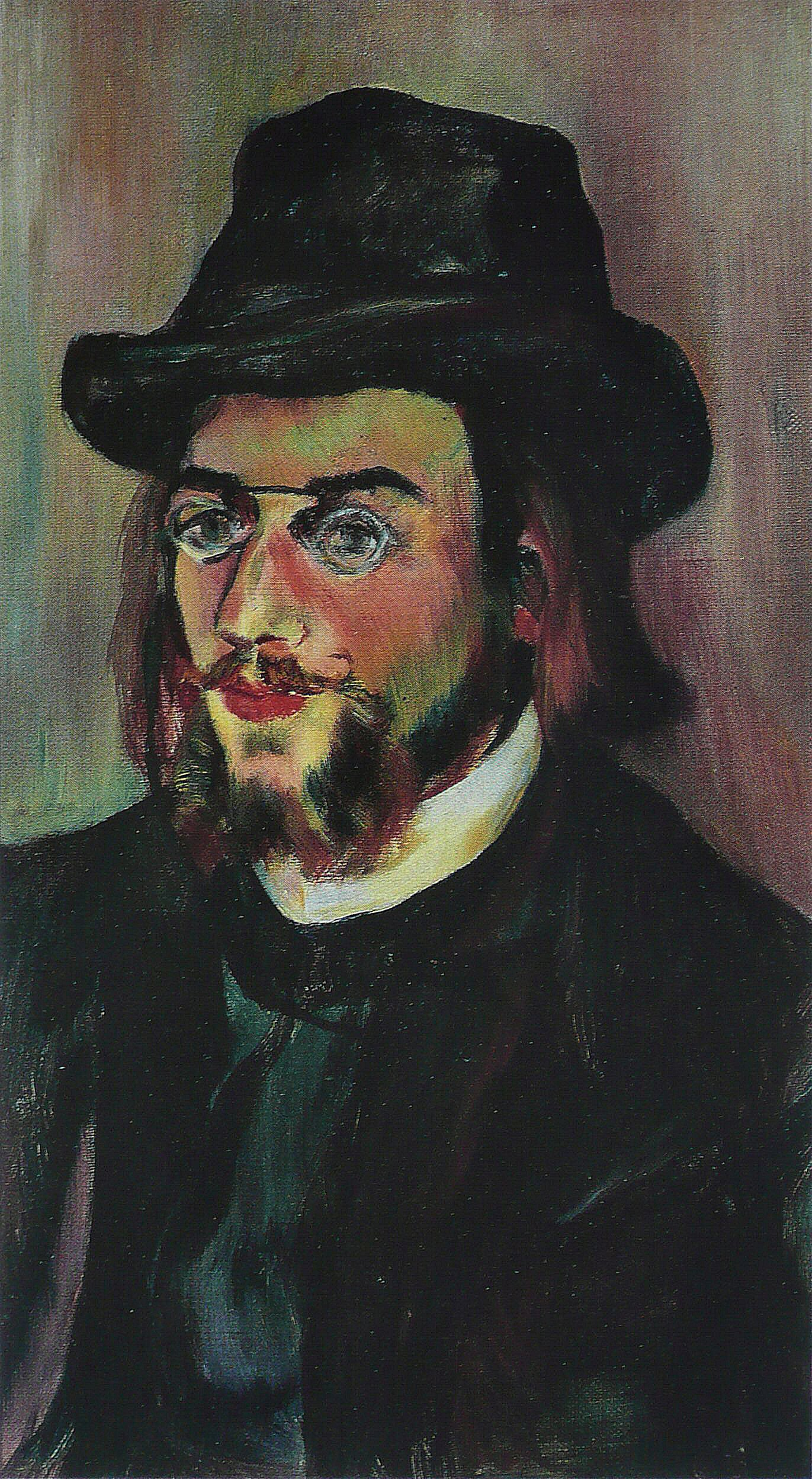
Suzanne Valadon: Porträt Erik Satie, 1893

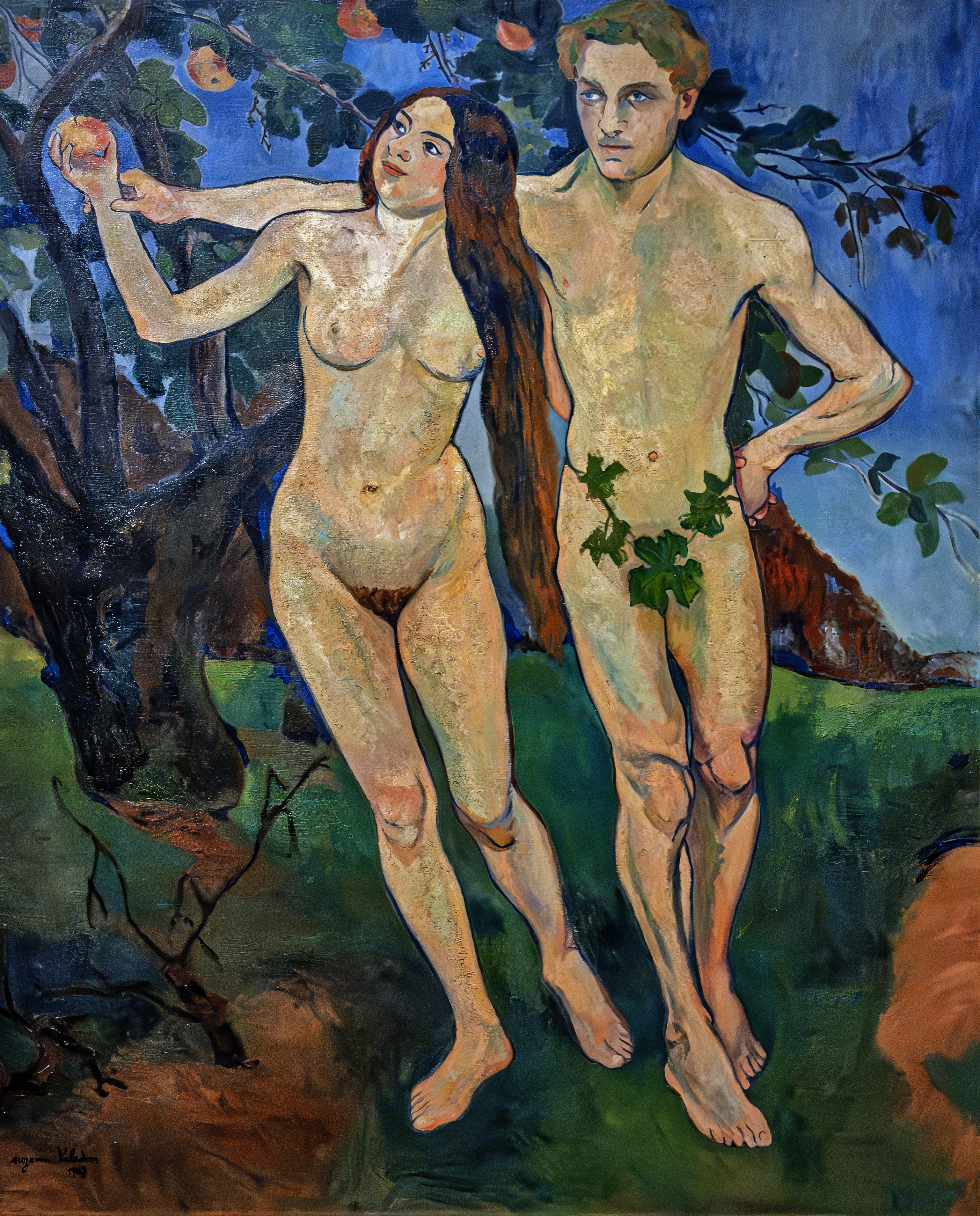
Adam and Eve, Selbstporträt mit ihrem jüngeren Liebhaber André Utter (1909)

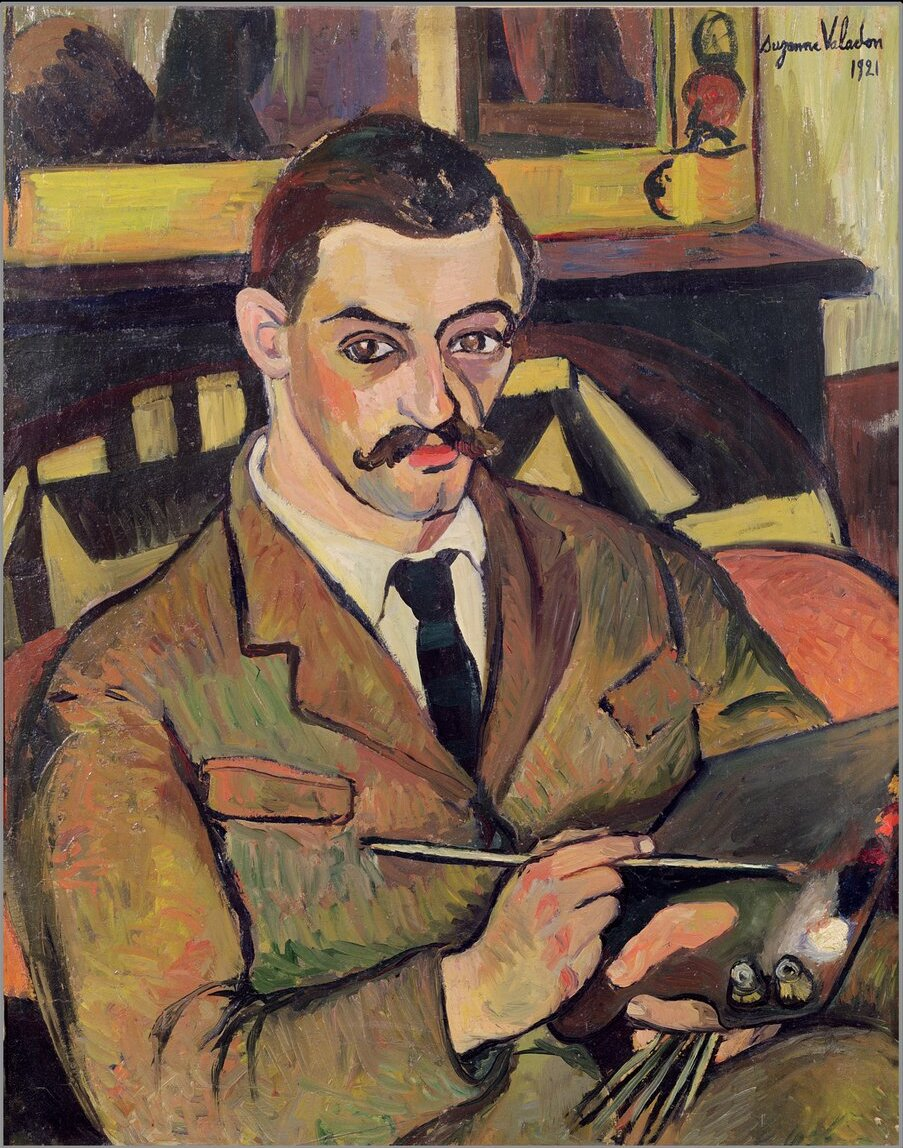
Suzanne Valadon: Porträt ihres Sohnes Maurice Utrillo, 1921

Ihr Sohn Maurice wurde am 26. Dezember 1883 in Paris geboren. Wer sein Vater war, ist nicht bekannt. Der Kunstkritiker Miquel Utrillo i Morlius, ein spanischer Adliger, mit dem sie seinerzeit ein Verhältnis hatte, erkannte jedenfalls die Vaterschaft an, aber der Sohn nahm dessen Namen nur widerwillig an und signierte daher später all seine Bilder mit „Utrillo V.“, wobei „V.“ für Valadon stand. Als Maurice Utrillo noch klein war, wurde er von Suzannes Mutter erzogen. Seine Mutter kümmerte sich wenig um ihn, und schon als Jugendlicher wurde er Alkoholiker. Nach einer Entziehungskur ermunterte die Mutter ihn, sich der Malerei als Therapie zu widmen.
Im Jahr 1893 hatte Suzanne Valadon eine kurze Beziehung mit dem Komponisten Erik Satie. Dieser machte ihr noch in der Nacht ihres Kennenlernens einen Heiratsantrag, den sie jedoch ablehnte. Einige Monate später trennten sich die beiden wieder.
1894 gestaltete Suzanne Valadon ihre erste Ausstellung im Salon de Nationale. 1896 heiratete sie den reichen Bankier Paul Mousis, der ihr ein gesichertes Leben bot – ein Leben, das sie langweilte. Sie entfernte sich immer weiter von Mousis, und als sie 1909 in Paris den 24-jährigen Maler André Utter kennenlernte, der ihr Modell und ihr Liebhaber wurde, trennte sie sich von Paul Mousis und nahm ihren Sohn mit. Bei der Trennung war sie 42 Jahre alt. Lange weigerte sie sich, André Utter zu heiraten; sie hegte mittlerweile einen Groll gegen die Ehe an sich. Erst als ihr Geliebter in den Krieg zog, fasste sie den Entschluss, ihn einen Tag vor seiner Abreise zu heiraten. Mit ihm und ihrem Sohn Maurice Utrillo führte sie eine Lebens- und Arbeitsgemeinschaft in der Rue Cortot auf dem Montmartre jenseits aller bürgerlicher Konventionen. Utter kümmerte sich bis zu ihrem Tod um sie, seine Eifersucht machte ihr aber immer zu schaffen. Ein junger Maler namens Gazi, der seinen Unterhalt hauptsächlich als Gitarrenspieler verdiente, war ihr letzter Freund und Liebhaber, der sie fast abgöttisch verehrte.
Während sie an einem Gemälde arbeitete, erlitt sie einen Schlaganfall, dem sie, 72-jährig, am 7. April 1938 auf dem Transport ins Krankenhaus erlag. Montmartre trauerte um eine seiner bekanntesten Persönlichkeiten. Utter ging dem Trauerzug voran, Sohn Maurice konnte aufgrund eines psychischen Zusammenbruchs, den er bei der Nachricht vom Tode seiner Mutter erlitten hatte, nicht teilnehmen. Ihre letzte Ruhe fand Suzanne Valadon auf dem Friedhof Saint-Ouen (Seine-Saint-Denis) (Cimetière parisien de Saint-Ouen) nördlich von Montmartre.
Der Asteroid (6937) Valadon und ein Venuskrater sind nach ihr benannt.

## Werk

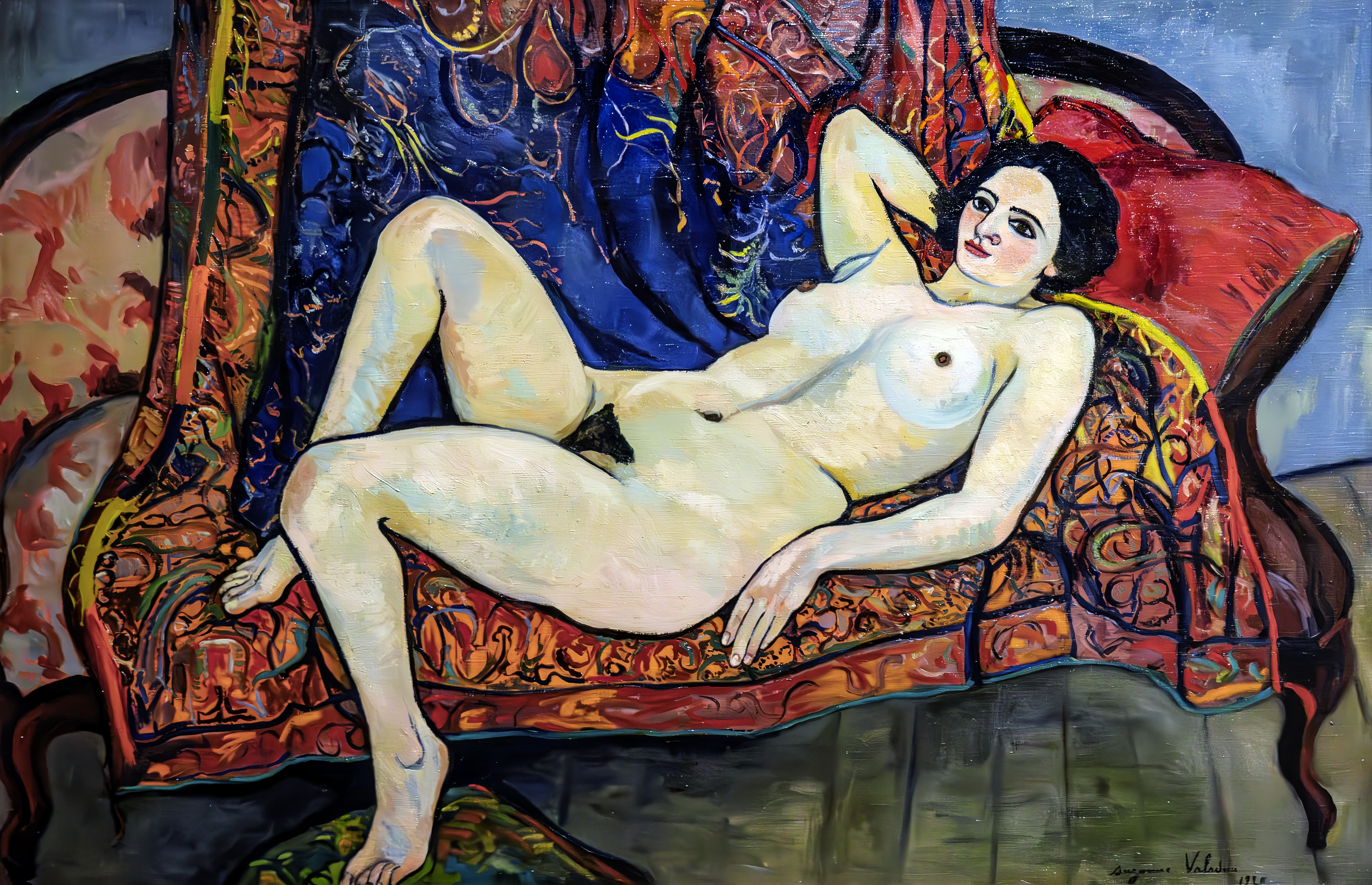
Suzanne Valadon: Nu au canapé rouge (1920)

Schon zu ihren Lebzeiten war Suzanne Valadon eine der bedeutendsten Malerinnen ihrer Zeit und über die Grenzen Frankreichs hinaus bekannt. Sie hinterließ ein Gesamtwerk mit fast 500 Gemälden sowie etwa 300 Zeichnungen und Drucken. Ihre erste Einzelausstellung fand 1915 in der Pariser Galerie von Berthe Weill statt. Ein Teil ihrer Werke ist heute im Centre Georges Pompidou in Paris, im Musée de Grenoble und im Metropolitan Museum of Art in New York, aber auch im Museum Ludwig in Köln, zu sehen. Im Jahr 1964 wurden Arbeiten von ihr auf der documenta III in Kassel in der berühmten Abteilung Handzeichnungen gezeigt, 2009 wurden in der Pinacothèque de Paris Werke von Suzanne Valadon und Maurice Utrillo gezeigt.

## Ausstellungen (Auswahl)
- 1967: Suzanne Valadon, Musée National d’Art Moderne, Paris.
- 1996: Suzanne Valadon, Fondation Gianadda, Martigny.
- 2009: Valadon, Utrillo. Au tournant du siècle à Montmartre. de l'Impressionnisme à l'École de Paris, Pinacothèque de Paris.
- 2015–2016: Valadon, Utrillo et Utter, Musée de Montmartre, Paris.
- 2020–2021: Suzanne Valadon et ses contemporaines: l'art moderne au féminin, Musée des Beaux-Arts de Limoges.
- 2023: Suzanne Valadon. Eine eigene Welt, Centre Pompidou Metz, Frankreich, 15. April – 11. September 2023[1][2]
- 2024: Suzanne Valadon. A modern epic, Museu Nacional d’Art de Cataluny, Spanien, 19. April – 1. September 2024[3]
- 2025: Suzanne Valadon. Centre Pompidou, Paris, 15. Januar – 26. Mai 2025

## Film
- Montmartre: Die Freiheit der Suzanne Valadon. Regie: Anne Sedes; Arte, Frankreich 2020.
- Suzanne Valadon - Malen ohne Konvention. Regie: Flore Mongin, ARTE F, 52 Minuten, Frankreich 2024.